# Liste der Gewerkschaften Mosambiks
Die Liste der Gewerkschaften Mosambiks umfasst gegenwärtig aktive Gewerkschaften im südostafrikanischen Mosambik:
- Der Gewerkschaftsbund OTM-CS (Organização dos trabalhadores moçambicanos – Central Sindical, deutsch: Organisation der Arbeiter Mosambiks) vereinigt folgende 17 Einzelgewerkschaften und vertritt nach eigenen Angaben 300.000 Mitglieder:
  - Sindicato nacional dos empregados de comércio, seguros e serviços (SINECOSSE)
  - Sindicato nacional dos trabalhadores dos portos e caminhos de ferro (SINPOCAF)
  - Sindicato nacional dos trabalhadores da aviação civil, correios e comunicações (SINTAC)
  - Sindicato nacional dos trabalhadores da indústria agro-pecuária de florestas (SINTAF)
  - Sindicato nacional dos trabalhadores da indústria téxtil, vestuário, couro e calçado (SINTEVEC)
  - Sindicato nacional dos trabalhadores da indústria do açucar (SINTIA)
  - Sindicato nacional dos trabalhadores da indústria alimentar e de bebidas (SINTIAB)
  - Sindicato nacional dos trabalhadores da indústria do cajú (SINTIC)
  - Sindicato nacional dos trabalhadores da metalúrgica, metalomêcanica e energia (SINTIME)
  - Sindicato nacional dos trabalhadores da indústria quimica, borracha, papel e gráfica (SINTIQUIGRA)
  - Sindicato nacional dos trabalhadores da marinha mercante e pescas (SINTMAP)
  - Sindicato nacional dos trabalhadores dos empregados bancários (SNEB)

- Nicht mit dem Gewerkschaftsbund OTM-CS verbunden sind folgende Gewerkschaften:
  - Sindicato nacional dos trabalhadores da indústria da construção civil, madeiras e minas (SINTICIM) (Nationale Union der Arbeitnehmer in der Bauwirtschaft, Holz- und Bergbau)
  - Sindicato nacional dos trabalhadores dos transportes rodoviários e assistência técnica (SINTRAT) (Nationale Union der Arbeitnehmer im Güterkraftverkehr und technische Hilfe)
  - Sindicato nacional dos trabalhadores da indústria hoteleira, turismo e similares (SINTIHOTS) (Nationale Union der Arbeitnehmer im Gastgewerbe, Tourismus und Ähnliches)
  - Organização nacional dos jornalistas (ONJ) (Nationale Organisation der Journalisten)
  - Organização nacional dos professores (ONP) (Nationale Union der Lehrer)